# Pierre Dutillieu
Pierre Dutillieu (Lione, 15 maggio 1754 – Vienna, 28 giugno 1798) è stato un compositore italiano di origine francese.
Dopo avere studiato musica a Napoli, fu operativo come operista nella stessa città, principalmente presso il Teatro del Fondo. Dal 1791 lavorò per il Burgtheater di Vienna assieme alla moglie, la cantante Irene Tomeoni.

## Lavori

### Opere
Le opere di Dutillieu antecedenti il suo arrivo a Vienna del 1791 non sono note.
- Il trionfo d'amore (opera buffa, libretto di Caterino Mazzolà, 1791, Vienna)
- Nannerina e Pandolfino, o sia Gli sposi in cimento (opera buffa, libretto di Giovanni Bertati, 1792, Vienna)
- Gli accidenti della villa (opera buffa, libretto di Francesco Saverio Zini, 1794, Vienna)
- La superba corretta (opera buffa, 1795, Vienna)
- Il nemico delle donne (opera buffa, libretto di Francesco Saverio Zini, 1797, Vienna)

### Balletti
- Pizzarro (1784, Napoli)
- Il Beverlei, o sia Il giocatore inglese (1787, Venezia)
- Asarbea, o sia Pimmalione vendicato (1788, Napoli)
- I Curlandesi (1790, Napoli)
- Arminio (1792, Vienna)
- Die Freywilligen (1793, Vienna)

### Altri lavori
- Concerto per violino
- 6 duo per violino
- Trii
- Vari trii, lavori per tastiera, ariette, romanze e canzonette